# 교섭인 마시타 마사요시
《교섭인 마시타 마사요시》(일본어: 交渉人 真下正義, NEGOTIATOR)는 춤추는 대수사선 시리즈의 스핀 오프 영화이다. 2005년 5월 7일에 'THE ODORU LEGEND CONTINUES'로 개봉했다.
캐치프레이즈는 〈He's back up?〉

## 내용
THE MOVIE2 사건 종결로부터 몇 시간 후, 사건이 시작됐다. 오다이바 회사 임원 연속 살인사건이 있던 이듬해(설정상 2004년)의 크리스마스 이브 오후, 혼잡한 도쿄의 지하철에서 경시청 사상 최악의 대규모 테러사건이 발생한다. 도쿄 트랜스포테이션 레일웨이(TTR)의 최첨단 실험 차량인 '쿠모 E4-600'가 누군가에 의해 납치되어 폭주하기 시작한 것이다. 경시청은 긴급 대책회의를 소집하고, 1급 테러일 가능성이 있다고 판단한 수사 1과의 무로이 신지 관리관은 긴급 대책 멤버 모집할 것을 지시하고, 그 사령탑으로서 일본 최초의 범죄교섭인 마시타 마사요시 과장이 이끄는 형사부 교섭과 준비실 CIC팀을 TTR좁합사령실에 급파하도록 명령한다.

## 출연

### 주연
- 유스케 산타마리아
- 테라지마 스스무

### 조연
- 고이즈미 고타로
- 다카스기 코오
- 마츠시게 유타카
- 코우모토 마사히로
- 토야마 토시야
- 야나기바 토시로
- 미즈노 미키
- 야치구사 카오루
- 니시무라 마사히코
- 이시이 마사노리
- 카네다 류노스케
- 쿠니무라 준

## 비고
- 이 작품의 마지막에서 무로이는 신주쿠 북부 경찰서(新宿北警察署)의 수사본부에 불려가는데, 이것은 THE ODORU LEGEND MOVIE 제2탄 《용의자 무로이 신지》의 사건과 간접적으로 이어지게 된다.
- 테라지마 스스무가 연기하는 키지마 죠이치로에 대한 반응이 좋아, ODORU LEGEND SPECIAL 《도망자 키지마 죠이치로》가 후지 TV에서 단편드라마로 제작되어 2005년 12월 10일에 방송되었다.
- 개봉 직전인 2005년 4월 25일에 JR후쿠치야마선 탈선사고가 발생하여 개봉을 연기해야 한다는 말도 있었지만, 결국 예정일대로 개봉하였다.
- 공식적으로 속편을 제작한다는 발표는 없었지만, 《춤추는 대수사선 THE MOVIE3 녀석들을 해방하라!》 무대 인사에서 유스케 산타마리아가 속편 제작을 암시하는 발언을 하였다.